# Mašinostroitělej (stanice metra v Jekatěrinburgu)
Mašinostroitělej (rusky Машиностроителей) je stanice na první lince jekatěrinburského metra. 

## Charakteristika
Stanice je trojlodní, kdy pilíře jsou obloženy mramorem a kolejová zeď je obložena labratoritem a podlaha žulou.
Stanice obsahuje dva vestibuly, které jsou spojeny s nástupištěm eskalátory. Východy ústí na prospekt Kosmonavtov.